# John William Fortescue
sir John William Fortescue (ur. 28 grudnia 1859 w Maderze, zm. 22 października 1933 w Cannes) – brytyjski historyk, młodszy syn Hugh Fortescue, 3. hrabiego Fortescue i Georgiany Dawson-Damer, córki pułkownika George’a Dawsona.

## Życiorys
Dorastał w wiejskiej rezydencji Castle Hill niedaleko Barnstable. Kształcił się w Harrow School w Londynie. Chciał wstąpić do wojska, ale uniemożliwiła mu to wada wzroku (był krótkowidzem). Fortescue wstąpił więc do Trinity College na Uniwersytecie Cambridge. Zamierzał studiować prawo, ale uznał je za nieprzyjazny kierunek, i w 1880 r. został osobistym sekretarzem sir Williama Robinsona, gubernatora Wysp Zawietrznych. Dwa lata spędzone w Indiach Zachodnich rozbudziły zainteresowanie Johna ich historią.
Ukończył naukę w Cambridge i w 1886 r. wyjechał do Nowej Zelandii jako osobisty sekretarz gubernatora sir Williama Jervois. Spędził tam 4 lata, podczas których wiele pisał. Niektóre jego artykuły zostały opublikowane w Macmillan's Magazine. Dobre przyjęcie tych artykułów, jak również książki Fortescue o 17 regimencie lansjerów (Duke of Cambridge's Own), opublikowanej w 1895 r., skłoniło wydawnictwo aby przedstawić pisarzowi propozycję napisania historii brytyjskiej armii. Po początkowych wahaniach Fortescue przyjął propozycję i rozpoczął pracę w 1899 r. Z planowanych początkowo czterech tomów, praca rozrosła się do liczby trzynastu tomów, i została ukończona w 1930 r.
Prowadzona na taką skalę praca byłaby niemożliwa do wykonania, ale król Edward VII mianował Fortescue w 1905 r. bibliotekarzem zamku Windsor. Historyk uzyskał dostęp do ogromnej liczby dokumentów, ilustracji i map, dzięki którym mógł napisać swoje dzieło. Do pracy zachęcali go też królowie Edward i jego syn Jerzy V. W 1911 r. Fortescue towarzyszył parze królewskiej w Indiach podczas uroczystości koronacyjnych i napisał z nich sprawozdanie.
30 kwietnia 1914 r. w Holy Trinity w Kensington, poślubił Winifred Beech (7 lutego 1888 - 9 kwietnia 1951), córkę Howarda Beecha, pisarkę autorkę Perfume from Provence. Małżonkowie nie doczekali się potomstwa.
Fortescue był bibliotekarzem w Windsorze do 1926 r. W tym czasie wydał min. korespondencję króla Jerzego III w siedmiu tomach (1927–1928) oraz zbiór dokumentów kolonialnych z Ameryki i Indii Zachodnich. Napisał również kolejne książki, min. Royal Lieutenancies and the Army 1803-1814 (1909) i Royal Army Servis Corps. A history of transport and supply in the British Army (1930–1932). Zmarł bezpotomnie w American Hospital w Cannes w 1933 r.

## Odznaczenia
W 1917 r. został odznaczony Krzyżem Kawalerskim Królewskiego Orderu Wiktoriańskiego, zaś w 1926 Krzyżem Komandorskim tegoż orderu. Był honorowym członkiem Trinity College oraz otrzymał honorowe tytuły uniwersytetów w Oksfordzie i Edynburgu.